# PowerPC e200
A PowerPC e200 32 bites Power utasításkészlet-architektúrájú mikroprocesszor-magok egy családja, amit a Freescale fejlesztett ki elsősorban autóipari és ipari vezérlőrendszerekben történő felhasználásra. 2004-ben jelent meg. A magokat egylapkás rendszerekbe integrált CPU szerepére tervezték, alacsony, 60 MHz-től 600 MHz-ig terjedő órajelen történő működésre, leginkább beágyazott alkalmazások számára.
Az e200 magot az MPC5xx processzorcsaládból fejlesztették ki, amely viszont a PowerQUICC SoC MPC8xx processzormagokból származik. Az e200 a Power ISA v.2.03, valamint a megelőző „Book E” specifikációnak felel meg. Minden e200 magon alapuló processzor a MPC55xx és MPC56xx/JPC56x séma szerint kapott elnevezést, és nem tévesztendő össze a MPC52xx processzorokkal, amelyek a PowerPC e300 magon alapulnak.
2007 áprilisában a Freescale és az IPextreme lehetővé tette az e200 magok licencelését más gyártók számára.
2007 októberében jelent meg a Continental AG és a Freescale közös fejlesztése, a SPACE elnevezésű többmagos mikrovezérlő (MCU), amely három e200 alapú processzort tartalmaz. Az eszközt autók elektronikus fékrendszereihez terveztek.
Az STMicroelectronics és a Freescale közösen fejlesztett ki e200 alapú mikrovezérlőket autóipari alkalmazások számára, ezek alkotják a a MPC56xx/SPC56x családot.

## Magok
Az e200 család hat magból áll, melyek teljesítményük szerint az egyszerű alsó kategóriától a komplex felső kategóriás magokig terjednek.

### e200z0
Az e200z0 a legegyszerűbb mag a családban. Egy sorrendi végrehajtású, négy fokozatú utasítás-futószalaggal rendelkezik. Nincs benne MMU (memóriavezérlő), sem gyorsítótár, sem FPU. A Power ISA változó bithosszúságú utasításkészletét, a VLE-t (Variable-Length Encoding) használja. A VLE a Freescale által kifejlesztett és a Power.org által elfogadott utasításkészlet-kiterjesztés, ami szerepel a Power ISA 2.03-as verziójában. Ez a szabványos 32 bites PowerPC Book E ISA utasításokat vegyesen 16- és 32 bites utasításokba kódolja, a kódsűrűséget optimalizálva, így a kód mérete akár 30%-kal csökkenhet. A 16 és 32 bites utasítások szabadon keverhetők. A VLE-t a legtöbb Power Architecture eszközlánc támogatja, és az e200 család mind a négy magján elérhető. Egyetlen 32 bites AMBA 2.0v6 egyesített sín-interfésszel rendelkezik. A betöltő-tároló egység futószalagos, betöltési késleltetése 1 ciklus, és ciklusonként egy betöltő vagy tároló műveletet támogat.
Az e200z0-t az MPC5510-ben opcionális társprocesszorként használják egy e200z1 mag mellett, így ez az eszköz gyakorlatilag egy többmagos processzor. Az e200z0 társprocesszorként más e200 alapú processzorokhoz is illeszthető, de nagyon alacsony árfekvésű önálló processzorként is elérhető. Szintetizálható Verilog forráskód formájában licencelhető.

### e200z1
Az e200z1-nek egy négy fokozatú, egyszeres kibocsátású futószalagja van egy elágazás-előrejelző egységgel és egy 8 bejegyzéses MMU-ja, de nem tartalmaz gyorsítótárat és FPU-t. Képes végrehajtani a teljes 32 bites PowerPC ISA-t és a VLE utasításokat is. Egy kettős 32 bites AMBA 2.0v6 sín-interfészt használ. A betöltő-tároló egység futószalagos, 1 ciklusos betöltési késleltetéssel rendelkezik és ciklusonként egy betöltő vagy tároló műveletet támogat.

### e200z3
Az e200z3-nak egy négy fokozatú, egyszeres kibocsátású futószalagja van egy elágazásjósló egységgel, egy 16 bejegyzéses MMU-ja és egy SIMD működésre képes FPU-ja. Gyorsítótárat nem tartalmaz. Képes használni a teljes 32 bites PowerPC ISA-t és a VLE utasításokat is. Egy kettős 64 bites AMBA 2.0v6 sín-interfészt használ. A betöltő-tároló egység futószalagos, 1 ciklusos betöltési késleltetéssel rendelkezik és ciklusonként egy betöltő vagy tároló műveletet támogat.

### e200z4
Az e200z4-nek egy öt fokozatú, kétszeres kibocsátású szuperskalár futószalagja van egy elágazásjósló egységgel, emellett tartalmaz egy 16 bejegyzéses MMU-t, egy jelfeldolgozó bővítményt (SPE, Signal Processing Engine), egy SIMD működésre is képes egyszeres pontosságú FPU-t és egy 4 kilobájtos 2/4-utas csoport-asszociatív L1 utasítás-gyorsítótárat, ebben ál-körkörös lapcsere-algoritmust alkalmaznak. Nincs benne adat-gyorsítótár. Képes használni a teljes 32 bites PowerPC ISA-t és a VLE utasításokat is. Kétcsatornás 64 bites sínű AMBA 2.0v6 interfészt használ. A betöltő-tároló egység futószalagos, 2 ciklusos betöltési késleltetéssel rendelkezik és ciklusonként egy betöltő vagy tároló műveletet támogat.
A származtatott változattól függően támogathatja az SPE-t vagy az LSP-t.

### e200z6
Az e200z6-nak hét fokozatú, egyszeres kibocsátású futószalagja van egy elágazásjósló egységgel, emellett tartalmaz egy 32 bejegyzéses MMU-t, jelfeldolgozó bővítményeket (SPE, Signal Processing Engine), egy SIMD működésre is képes egyszeres pontosságú FPU-t és egy 8 utas csoport-asszociatív 32 KiB egyesített L1 adat/utasítás-gyorsítótárat. Képes használni a teljes 32 bites PowerPC ISA-t és a VLE utasításokat is. Egyetlen 64 bites sínű AMBA 2.0v6 interfészt használ. A betöltő-tároló egység futószalagos, 3 ciklusos betöltési késleltetéssel rendelkezik és ciklusonként egy betöltő vagy tároló műveletet támogat.

### e200z7
Az e200z7-nek egy tíz fokozatú, kétszeres kibocsátású futószalagja van egy elágazásjósló egységgel, emellett tartalmaz egy 32 bejegyzéses MMU-t, egy SIMD működésre is képes egyszeres pontosságú FPU-t és 16 KiB-os, 4 utas csoport-asszociatív, Harvard-típusú L1 utasítás- és adat-gyorsítótárakat. Képes használni a teljes 32 bites PowerPC ISA-t és a VLE utasításokat is. Egy 32 bites sínű AMBA 2.0v6 interfészt használ a címsínhez, és egy 64 bites adatsínt (attribútumokkal és vezérléssel kiegészítve mindegyik sínen). A betöltő-tároló egység futószalagos, 3 ciklusos betöltési késleltetéssel, és ciklusonként egy betöltő vagy tároló műveletet támogat.
A származtatott változattól függően támogathatja az SPE-t, az SPE v1.1-et vagy az SPE v2-t.

## Fordítás
Ez a szócikk részben vagy egészben  a   PowerPC e200 című angol Wikipédia-szócikk ezen változatának fordításán alapul.  Az eredeti cikk szerkesztőit annak laptörténete sorolja fel. Ez a jelzés csupán a megfogalmazás eredetét és a szerzői jogokat jelzi, nem szolgál a cikkben szereplő információk forrásmegjelöléseként.